# 10 złotych wzór 1932 Polonia

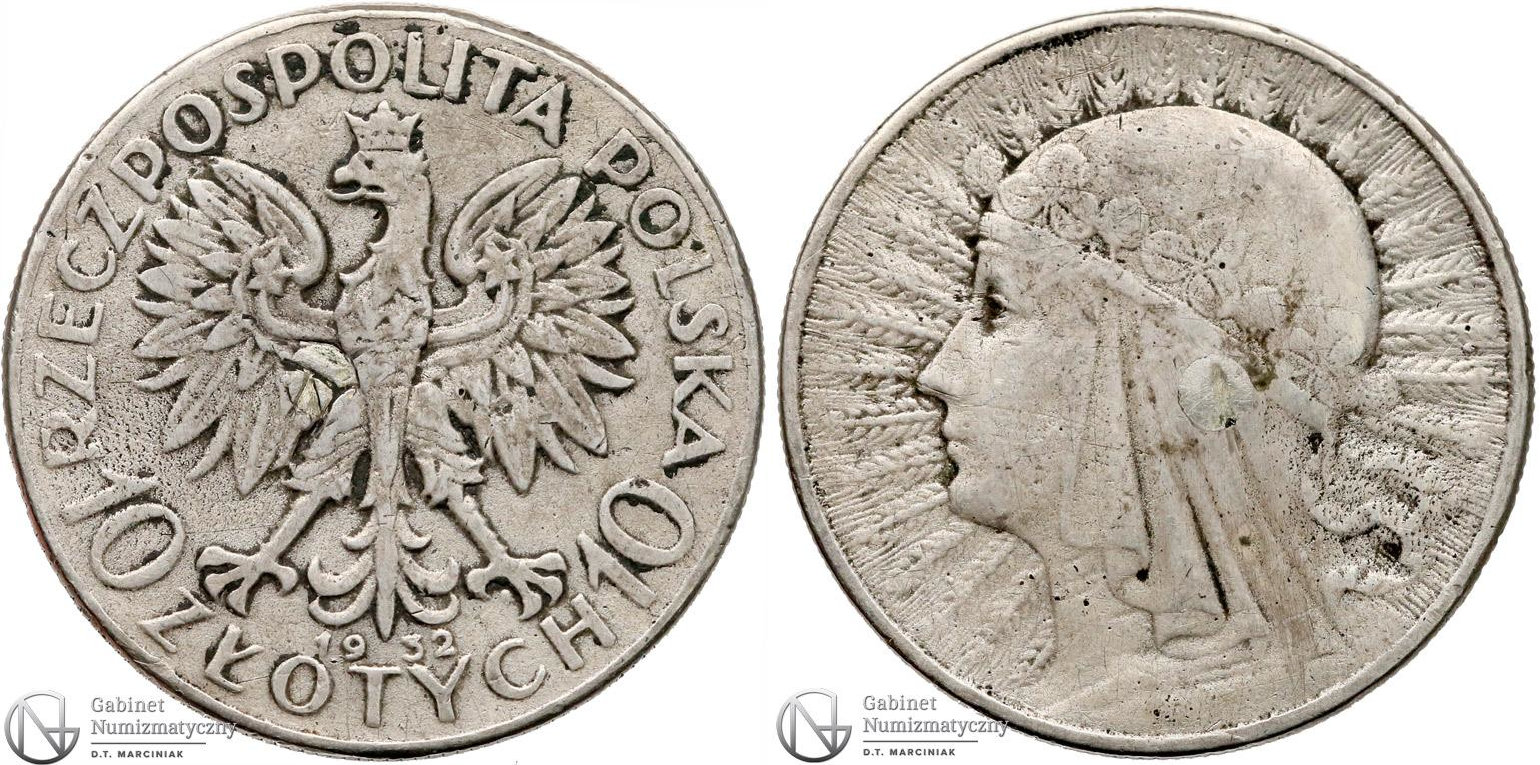
Fałszerstwo z epoki rocznika 1932

10 złotych wzór 1932 Polonia – moneta dziesięciozłotowa, bita w srebrze, wprowadzona do obiegu 29 sierpnia 1932 r. rozporządzeniem Ministra Skarbu Jana Piłsudskiego z dnia 28 sierpnia 1932 r. (Dz.U. z 1932 r. nr 74, poz. 675), wycofana na podstawie rozporządzenia ministrów gospodarki, finansów i spraw wewnętrznych Rzeszy wydanego 22 listopada 1939 r. w okresie Generalnego Gubernatorstwa, według którego monety bite w srebrze w okresie II Rzeczypospolitej należało obowiązkowo wymieniać na pieniądze papierowe.
Dziesięciozłotówkę bito z datami rocznymi 1932 oraz 1933.

## Awers
W centralnym punkcie umieszczono godło – orła w koronie, poniżej rok bicia, dookoła napis „RZECZPOSPOLITA POLSKA”, na dole napis „10 ZŁOTYCH 10”, a na monetach bitych w Warszawie, pod łapą orła herb Kościesza – znak Mennicy Państwowej.

## Rewers
Na tej stronie monety znajduje się lewy profil głowy kobiety w wianku na tle promieni słonecznych w formie zboża – portret Polonii będącej personifikacją Polski.

## Nakład
Monetę bito w srebrze próby 750, na krążku o średnicy 34 mm, masie 22 gramów, z rantem ząbkowanym, według projektu Antoniego Madeyskiego. Dziesięciozłotówkę bito w mennicach w Londynie (tylko 1932) i Warszawie (1932, 1933).
Nakłady monety w poszczególnych rocznikach przedstawiały się następująco:
| Rocznik         | Rewers  | Mennica  | Znak mennicy   | Nakład (sztuk) | Zdjęcie |
| --------------- | ------- | -------- | -------------- | -------------- | ------- |
| 10 złotych 1932 | Polonia | Londyn   | brak           | 6 000 000      |         |
| 10 złotych 1932 | Polonia | Warszawa | herb Kościesza | 3 100 000      |         |
| 10 złotych 1933 | Polonia | Warszawa | herb Kościesza | 2 905 000      |         |

## Opis
Była pierwszą monetą dziesięciozłotową wprowadzoną do obiegu w II Rzeczypospolitej.
Dziesięciozłotówkę bito na podstawie rozporządzenia Prezydenta Rzeczypospolitej Polskiej z 27 sierpnia 1932 r. o zmianie niektórych postanowień rozporządzenia Prezydenta Rzeczypospolitej z dnia 5 listopada 1927 r., definiującego parametry monet:  2, 5, 10 złotych bitych w srebrze próby 750 i masie 2,2 grama przypadających na 1 złoty (Dz.U. z 1932 r. nr 74, poz. 668).
Godło na monecie jest zgodne ze wzorem Godła Rzeczypospolitej Polskiej wprowadzonym 13 grudnia 1927 r. (Dz.U. z 1927 r. nr 115, poz. 980).
Ze względu na przyjęte założenie, że po zmianie systemu monetarnego z 1932 r. należy w jak najkrótszym czasie wybić jak największą liczbę monet spełniających nowe wymagania prawne, nie rozpisano konkursu na nowy projekt, a wykorzystano jeden z niezrealizowanych – profesora Antoniego Madeyskiego ten, który zajął w 1925 r. drugie miejsce, w drugim konkursie na polską złotą monetę. 
Według tego samego wzoru awersu i rewersu wprowadzono do obiegu monety 2 i 5 złotych wzoru 1932.
Stemple dla dziesięciozłotówki bitej w Londynie wykonano w Mennicy Państwowej, z tym, że pod łapa orła, na awersie, nie umieszczono znaku mennicy.
W okresie międzywojennym utrwaliła się w części społeczeństwa potoczna opinia, iż kobieta na rewersie to królowa Jadwiga, gdyż Madeyski wykonał również sarkofag tej królowej dla katedry wawelskiej. Według tradycji obowiązującej w rodzinie artysty utrwalił on w tym wizerunku idealizowany portret swej siostrzenicy – Wandy Syrokomskiej-Petraźyckiej. Według innych relacji modelką była Janina Żółtowska (która przed I wojną światową odwiedziła Madeyskiego w rzymskiej pracowni), późniejsza żona Ludwika Hieronima Morstina, w 1923 r. polskiego attaché wojskowego w Rzymie, przyjaciela Madeyskiego. Podobno rezultatem odnowionej po latach znajomości było między innymi to, że artysta w 1925 r. stanął do konkursu na projekt polskiej monety złotej, w którym utrwalił urodę modelki w profilu podobnym do profilu królowej Jadwigi z sarkofagu wawelskiego. Być może więc w potocznej opinii była i część prawdy, iż na monecie tej widniała głowa królowej Polski.

## Wersje próbne
W katalogach podana jest informacja o wybiciu z datą 1932, 1933 wersji próbnych w srebrze i w brązie, z wypukłym lub wklęsłym napisem „PRÓBA” oraz wybitej stemplem lustrzanym z 1932 roku bez napisu „PRÓBA”. Istnieje również technologiczna wersja próbna bez napisu „PRÓBA”, z ośmioma znakami mennicy na rewersie.
W katalogach wymieniana jest również wersja próbna monety 1 złoty Polonia z 1932 roku o wadze 3,4 grama (srebro) i 3,2 grama (brąz) oraz moneta próbna 1 złoty Polonia bez daty, o średnicy 18 mm.